# 拉希迪·卡瓦瓦
拉希迪·姆福米·卡瓦瓦（1924年5月27日—2009年12月31日），坦桑尼亚总理。

## 生平
卡瓦瓦是伊斯兰教教徒，生于鲁伍马区松盖阿，就读于塔波拉中学，中学毕业后任职于公共工程局，1951年任职于殖民政府社会发展部，后任坦噶尼喀非洲人文官协会主席。曾参与创建坦噶尼喀劳工联合会。1956年任坦噶尼喀非洲民族联盟中央委员与副主席。
1957年、1958年和1960年三任立法议会议员。1960年9月任殖民地方政府及住房部长和自治政府不管部长。1962年起任坦噶尼喀非洲民族联盟副主席至1977年2月。1962年1月任坦桑尼亚总理，同年12月任坦噶尼喀副总统，1964年4月任联合共和国第二副总统至1977年2月。1977年2月任国防和国民服务部长，同年10月任中央党务监督常设委员会主席。1980年11月任不管部长，1982年10月任全国执政委员会委员、中央委员和总书记，1987年10月连任。1985年11月任国会议员和不管部长。1990年8月任全国副主席，11月任国会议员和不管部长。
2009年12月31日，卡瓦瓦于达累斯萨拉姆去世。